# Simetría oblicua

Dos ejemplos de figuras con simetría oblicua

En geometría euclídea, una simetría oblicua (o reflexión oblicua) generaliza el concepto habitual de reflexión, al no requerir que la simetría se verifique mediante líneas rectas perpendiculares al plano de simetría. Si dos puntos presentan una simetría oblicua entre sí, seguirán conservándola bajo transformaciones afines.

## Propiedades
Considérese un plano P en el espacio euclídeo tridimensional. La imagen habitual de un punto A en el espacio con respecto al plano P es otro punto B en el espacio, de modo que el punto medio del segmento AB está en el plano, y AB es perpendicular al plano. En el caso de una simetría oblicua, se requiere que en lugar de perpendicular, el segmento AB sea paralelo a una línea recta de referencia dada.
Formalmente, sea un plano P en el espacio tridimensional, y una línea recta L en el espacio no paralela a P. Para obtener la simetría oblicua de un punto A en el espacio con respecto al plano P, se dibuja a través de A una línea paralela a L, y se define la reflexión oblicua de A como el punto B en esa recta al otro lado del plano de manera que el punto medio de AB esté en P. Si la línea de referencia L es perpendicular al plano, se obtiene la simetría especular habitual.
Por ejemplo, considérese que el plano P es el plano xy, es decir, el plano dado por la ecuación z = 0 en coordenadas cartesianas. Sea la dirección de la línea de referencia L dada por el vector (a, b, c), con c ≠ 0 (es decir, L no es paralela a P). La reflexión oblicua de un punto (x, y, z) será entonces
{\displaystyle \left(x-{\frac {2za}{c}},y-{\frac {2zb}{c}},-z\right).}
El concepto de simetría oblicua se puede generalizar fácilmente a la reflexión oblicua con respecto a un hiperplano afín en Rn con una recta que sirve de nuevo como referencia, o incluso más generalmente, una reflexión oblicua con respecto a un subespacio afín k-dimensional, con un subespacio afín n−k-dimensional que sirve como referencia. Volviendo a las tres dimensiones, se puede definir la reflexión oblicua con respecto a una línea recta, con un plano que sirve como referencia.
Una simetría oblicua es una transformación afín y también es una involución, lo que significa que la simetría de la simetría de un punto es el punto mismo.